# Fórmula de Chézy
A fórmula de Chézy, desenvolvida pelo engenheiro francês Antoine de Chézy, conhecido internacionalmente por sua contribuição à hidráulica dos canais abertos, é a primeira fórmula de atrito fluido que se conhece. Foi apresentada em 1769.
A fórmula permite obter a velocidade média na seção de um canal e estabelece que:
{\displaystyle V=C{\sqrt {R_{h}*J}}}
onde:
- {\displaystyle V} = velocidade média da água em m/s
- {\displaystyle R_{h}} = raio hidráulico
- {\displaystyle J} = a pendente da linha de água em m/m
- {\displaystyle C} = coeficiente de Chézy. Uma das possíveis formulações deste coeficiente se deve a Bazin.

## Fórmula de Chézy com Coeficiente de Manning[3]
Qualquer expressão do movimento turbulento uniforme poderia ser utilizada para os canais, desde que o elemento geométrico característico fosse {\displaystyle D=4*R_{h}} uma vez que, nos movimentos turbulentos, a forma da seção praticamente não influi na equação do movimento. 
{\displaystyle V=1/n\times R_{h}^{\frac {2}{3}}\times I^{\frac {1}{2}}}
e 
{\displaystyle Q=V\times A}
onde:
- {\displaystyle V} = velocidade média da água em m/s

- {\displaystyle n} = coeficiente de rugosidade de Ganguillet e Kutter
- {\displaystyle R_{h}} = raio hidráulico
- {\displaystyle I} = declividade do fundo do canal (m/m)
- {\displaystyle Q} = vazão (m³/s)
- {\displaystyle A} = área molhada do canal (m²)

A única objeção que se faz à fórmula de Chézy com coeficiente de Manning é que o coeficiente n é um dimensional. Contudo o valor adimensional da rugosidade, da chamada fórmula Universal, seria calculado através das alturas das asperezas (sem se preocupar com vários outros fatores que influem na rugosidade, como, por exemplo, orientação das asperezas), alturas essas dificilmente medidas ou adotadas com precisão. O valor do coeficiente n de rugosidade de Ganguillet e Kutter é pouco variável.